# Frontera entre Marruecos y Sahara Occidental

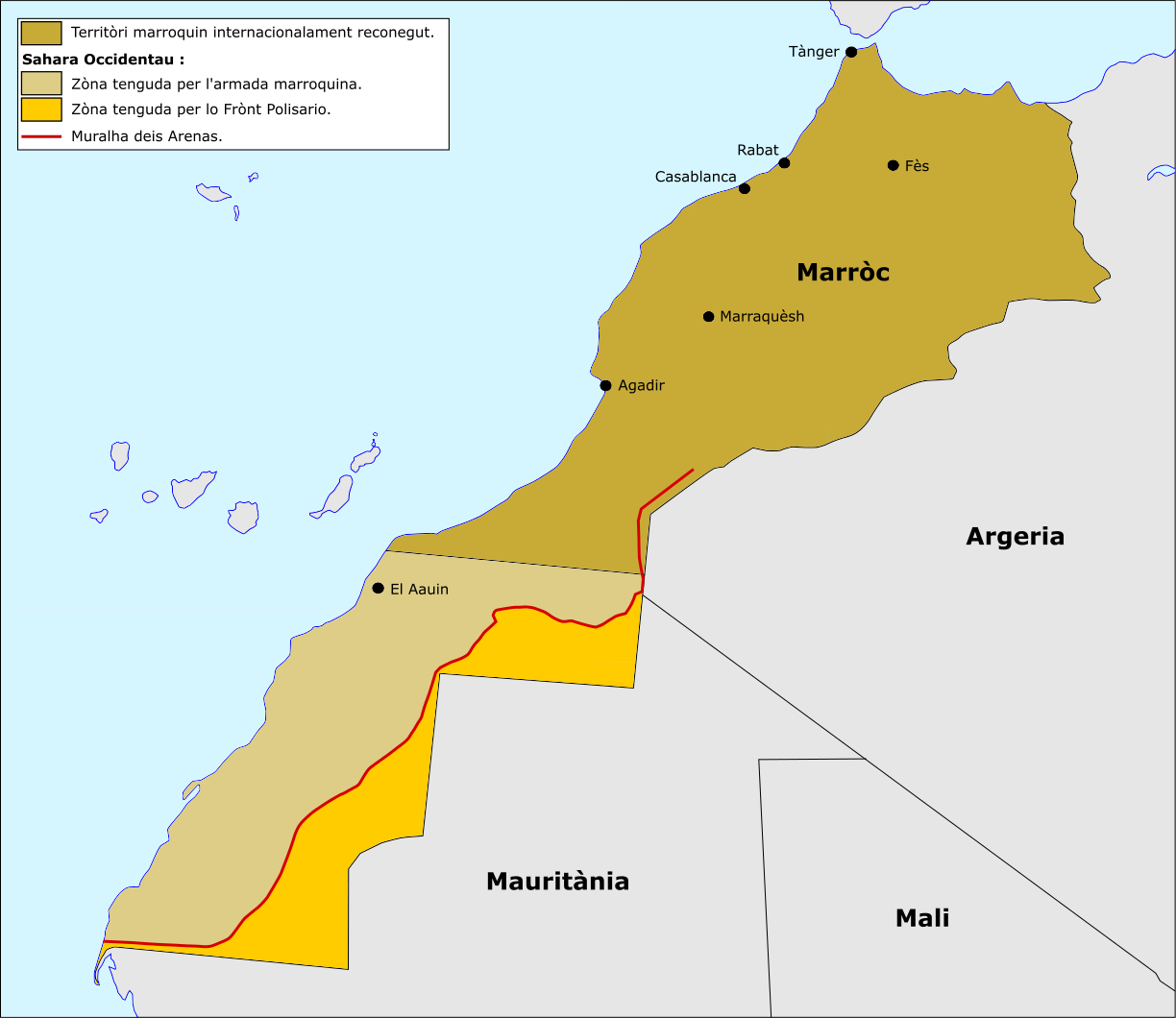
Reparto del Sahara Occidental después del alto al fuego de 1991.

Incremento de la ocupación marroquí desde 1982.

La frontera entre Marruecos y el Sahara Occidental separa Marruecos (en sus fronteras internacionalmente reconocidas) y el territorio no autónomo del Sahara Occidental reivindicado y parcialmente ocupado en su mayoría por Marruecos y, en menor medida, por la República Árabe Saharaui Democrática. Mide 443 km, y sigue una línea este-oeste a lo largo del paralelo 27° 40' norte.
Sahara Occidental fue anexado por Marruecos en dos etapas, la primera en 1976 tras el Acuerdo Tripartito de Madrid hasta el límite con Tiris al-Gharbiyya, y la segunda en 1979 durante la guerra del Sahara hasta Mauritana. La cuestión de soberanía sin embargo no ha sido resuelta. La ONU no recononoce a Marruecos como administrador del territorio. 